# 特朗布尔学院

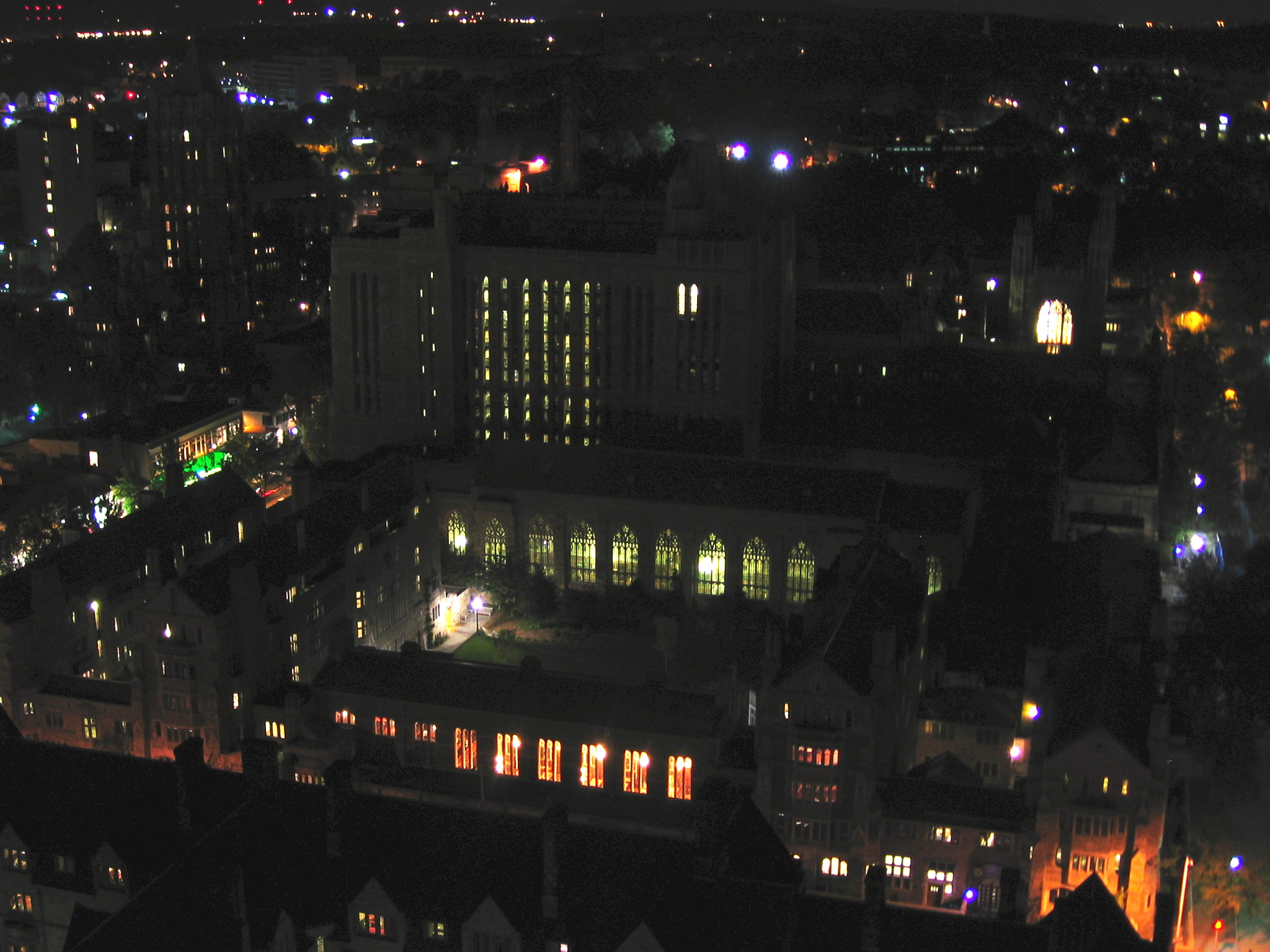

特朗布尔学院（Trumbull College）是耶鲁大学的12个住宿学院之一，位于康涅狄格州纽黑文榆树街241号，1933年成立。
该学院得名于康涅狄格殖民地最后一任总督、康涅狄格州首任州长乔纳森·特朗布尔，它是唯一支持美国革命的殖民地总督。